# Linia kolejowa nr 326
Linia kolejowa nr 326 – niezelektryfikowana, jednotorowa linia kolejowa znaczenia miejscowego w Polsce, przebiegająca w całości przez województwo dolnośląskie i łącząca stację Wrocław Psie Pole z Trzebnicą i miejscowościami powiatu trzebnickiego.
Linię otwarto pod koniec 1886 r.. Regularny ruch pociągów osobowych został zawieszony w 1991 roku, a kursowanie pociągów towarowych w roku 1999. Do przejęcia linii od PKP przez samorząd województwa dolnośląskiego i wyremontowania w 2009 r., po którym wznowiono połączenia pasażerskie, pociągi kursowały na linii tylko okazjonalnie.

## Przebieg linii

Linia kolejowa nr 326 Wrocław Psie Pole – Trzebnica. Schemat przebiegu linii.

Linia kolejowa nr 326 przebiega w całości przez województwo dolnośląskie. Łączy Trzebnicę i miejscowości powiatu trzebnickiego z Wrocławiem.
W okolicy Brochocina i Taczowa Wielkiego linia przecina Wzgórza Trzebnickie.
Linia rozpoczyna się na wrocławskim osiedlu Psie Pole (dawniej odrębne miasto), gdzie odchodzi od linii kolejowej nr 143 Kalety – Wrocław Mikołajów skręcając na północ. Za przystankiem Wrocław Zakrzów, na wysokości terenów dawnego Browaru Zakrzów, linia odchyla się na północny wschód. Po przejściu przez most na rzece Dobra, nieopodal Cmentarza Pawłowickiego, szlak przyjmuje orientację południkową. Za przejazdem kolejowo-drogowym kategorii D na drodze gminnej z Pasikurowic do Ramiszowa tory odchylają się północny zachód. Przed miejscowością Siedlec linia ponownie przyjmuje kierunek północno-wschodni. Od przepustu na potoku Jagodnica, tuż za przystankiem Pierwoszów-Miłocin, linia trawersuje wygiętym w kierunku wschodnim łukiem Południowy Grzbiet Wzgórz Trzebnickich. W ostatnich kilometrach linii, za wąwozem na wysokości wsi Raszów, tory znów prowadzą na północny zachód do Trzebnicy.

## Historia linii
Normalnotorowa linia łącząca Wrocław z Trzebnicą obsługiwała połączenie z dworca Wrocław Nadodrze przez Wrocław Psie Pole. Linia ta na odcinku Psie Pole – Trzebnica miała długość 20 km i pokonywana była w 1944, zgodnie z rozkładem, w ciągu niespełna trzech kwadransów, tj. ze średnią prędkością podróżną ponad 27 km/h. Trasę pokonywało wówczas pięć par pociągów na dobę. W 1967 pociągów było już mniej (trzy) i jeździły rozkładowo na tym odcinku w czasie od trzech kwadransów do półtorej godziny; w 1981 jeździły już tylko dwie pary pociągów. Jedynie przez krótki okres lat 1984–1988 na linii kursowało do 7 par pociągów dziennie.
Ostatni regularny pociąg pasażerski odprawiono 21 czerwca 1991 roku. Ruch pociągów towarowych zawieszono 2 grudnia roku 1999, a ostatni pociąg PKP (pielgrzymkowy) pojawił się na linii w 2002 roku. Linia dzierżawiona była następnie przez Dolnośląskie Koleje Regionalne, które zabiegały o wznowienie regularnego ruchu pasażerskiego i doprowadziły do uruchomienia pociągów turystycznych. W roku 2006 PKP PLK wypowiedziały umowę z DKR i zagroziły rozbiórką linii. Po długich rozmowach 11 października 2007 linia została przejęta przez samorząd województwa dolnośląskiego. W latach 2008–2009 linię zmodernizowano. 20 września 2009 r. reaktywowano planowy ruch pasażerski, kierując na trasę szynobusy Kolei Dolnośląskich. W roku 2016 liczba par pociągów na linii wzrosła do rekordowej liczby 15 par dziennie. Od roku 2015 zarządcą większości długości linii jest Dolnośląska Służba Dróg i Kolei – pion kolei.

## Przystanki
- Wrocław Psie Pole
- Wrocław Zakrzów
- Wrocław Pawłowice
- Ramiszów
- Pasikurowice
- Siedlec Trzebnicki
- Pierwoszów Miłocin[9]
- Brochocin Trzebnicki
- Trzebnica